# Louis Henri I de Bourbon, prins de Condé
Louis Henri Joseph av Bourbon-Condé (Louis IV Henri, prins av Condé, hertig av Bourbon och Enghien), född 18 augusti 1692 och död 27 januari 1740, Chantilly, var överhuvud för den yngre linjen Bourbon-Condé av det kungliga huset Bourbon från 1710 till sin död.

## Biografi
Louis Henri, hertig av Bourbon, var sonsons son till den store Condé, och son till Louis III av Bourbon. Han var gift från 1713 med Marie Anne de Bourbon, Mademoiselle de Conti och från 1728 med Caroline av Hessen-Rotenburg. Han anses ha varit en svag personlighet, som styrdes av sin mätress, madame de Prie. Under Ludvig XV:s minderårighet var han medlem av regentskapsrådet, och ledare för oppositionen mot Filip Regenten. Han blev vid hertigens av Orléans död, 1723, utnämnd till förste minister. Hans viktigaste handling som sådan var, att han 1725 hemskickade den till konungens brud bestämda Mariana Victoria av Spanien, varigenom en fullkomlig brytning åstadkoms med Spanien. Sin ställning begagnade han för att rikta sin familj och sin mätress. År 1726 störtades han i en oblodig palatsrevolution av André Hercule de Fleury, och drog sig därefter tillbaka till sitt gods Chantilly.